# The Chantays
The Chantays, a veces acreditados como Chantay's, son una banda estadounidense de música surf originaria del Condado de Orange, California conocidos por el éxito instrumental de 1963, "Pipeline". Su música combina teclados electrónicos y guitarra surf.

## Historia
La banda fue fundada en 1961 por cinco amigos de la escuela secundaria; Bob Spickard, Brian Carman, Bob Welch, Warren Waters y Rob Marshall. En diciembre de 1962, el grupo grabó y lanzó el sencillo "Pipeline", que alcanzó el puesto número 4 en la lista Billboard Hot 100 en mayo de 1963. El sencillo también llegó a las listas de éxitos del Reino Unido, donde alcanzó el puesto 16. The Chantay grabaron su primer álbum en 1963, también titulado Pipeline, que incluía temas como "Blunderbus" y "El Conquistador". Su siguiente álbum fue Two Sides of the Chantays, publicado en 1964.
The Chantays realizaron una gira por Japón y los Estados Unidos, uniéndose a The Righteous Brothers y Roy Orbison en algunas ocasiones, y fueron la única banda de rock and roll que actuó en The Lawrence Welk Show.
Con el paso del tiempo, "Pipeline" se convirtió en un clásico del género surf, siendo versionada por artistas como Bruce Johnston, Welk, Al Caiola, The Ventures, Takeshi Terauchi & Blue Jeans, Agent Orange, Hank Marvin (con Duane Eddy), Lively Ones, Pat Metheny, Dick Dale con la ayuda de Stevie Ray Vaughan (nominado al Grammy), por la banda de thrash metal, Anthrax, Bad Manners y Johnny Thunders. "Pipeline" se ha utilizado en muchas películas, programas de televisión y anuncios comerciales, y aparece en numerosos álbumes recopilatorios.
Entre los reconocimientos recibidos por The Chantays por sus contribuciones a la música destaca su inclusión, el 12 de abril de 1996 en el Hollywood's Rock Walk. "Pipeline" figura como una de las 500 canciones que dieron forma al rock and roll. Junto con Bill Medley de Righteous Brothers y Diane Keaton, The Chantays fueron honrados por la Ciudad de Santa Ana, California, con el nombramiento de una calle en su honor, Chantays Way.
La banda se ha mantenido en activo, con algunos miembros originales y nuevas incorporaciones. En 1994 grabaron el álbum en vivo The Next Set y en 1997 publicaron Waiting for the Tide, con algunos temas nuevos junto a remakes de "Pipeline", "El Conquistador" y "Blunderbus".
Brian Carman, miembro fundador de la banda y coautor de "Pipeline", murió en su casa en Santa Ana, California, por complicaciones de la Enfermedad de Crohn el 1 de marzo de 2015 a los 69 años. Gil Orr, que formó parte de la banda durante muchos años murió el 19 de septiembre de 2017. Tenía 79 años.

## Discografía

### Álbumes
- Pipeline (Downey DLP-1002, 1963; Dot DLP-3516/DLP-25516)
- Two Sides of the Chantays (Dot DLP-3771/DLP-25771, 1964)
- Next Set [live] (Chantay Productions CPD-3164, 1994)
- Waiting for the Tide (Vesper Alley/Roctopia VRA-80003, 1997)

### Sencillos
- "Pipeline" / "Move It" (Downey 104, 1/63; Dot 16440)
- "Monsoon" / "Scotch Highs" (Downey 108, 5/63; Dot 16492)
- "Space Probe" / "Continental Missile" (Downey 116, 1963)
- "It Never Works Out For Me" / "Maybe Baby" (XPANDED Sound 103, 1964) as 'Leaping Ferns'
- "Only If You Care" / "Love Can Be Cruel" (Downey 120, 6/64)
- "Beyond" / "I'll Be Back Someday" (Downey 126, 11/64)
- "Three Coins in the Fountain" / "Greenz" (Downey 130, 1965)
- "(I Won't Cry) So Be On Your Way" / "Fear of the Rain" (Reprise 0423, 11/65) as 'The Ill Winds'
- "A Letter" / "I Idolize You" (Reprise 0492, 7/66) as 'The Ill Winds'